# Ниедре, Айварс
А́йварс Ни́едре (латыш. Aivars Niedre; 29 января 1931, Тукумский уезд — 15 января 2018) — советский и латвийский правовед, доктор юридических наук, профессор Латвийского университета. Присяжный адвокат, эксперт по уголовному праву. Председатель Совета присяжных адвокатов.

## Биография
Родился 29 января 1931 в Земгале. После окончания Тукумской средней школы поступил в Латвийский университет. В 1967 году стал профессором Латвийского университета. С апреля 1978 по май 2002 года — руководитель адвокатуры Латвии. 17 ноября 1992 года защитил диссертацию на соискание докторской степени. Более 11 лет был председателем Совета присяжных адвокатов. 3 мая 2011 года награждён крестом Признания 3 степени. 7 ноября 2008 года удостоен Почётного знака судебной системы 1-й степени.
Автор 200 научных публикаций, в том числе комментариев к уголовному праву и учебных пособий. Руководил составлением законопроекта «Уголовный закон» и закона Латвийской Республики «Об адвокатуре». Активно участвовал в составлении кодекса этики присяжных адвокатов Латвии.